# Yahya Hassan
Yahya Hassan (Aarhus, 19 maggio 1995 – Aarhus, 29 aprile 2020) è stato un poeta e politico danese, di origine palestinese, le cui poesie e dichiarazioni pubbliche criticavano sia l'Islam che le politiche danesi sulla migrazione e la partecipazione ai conflitti armati, rendendolo così una figura molto dibattuta e controversa.
La sua opera più importante, Yahya Hassan, nel 2013 è stata la raccolta di poesie di un debuttante più venduta in Danimarca, stampata in oltre 120 000 copie (nel 2015).

## Biografia
Yahya Hassan è nato da una famiglia di immigrati musulmani palestinesi fuggiti in Libano a causa del conflitto israelo-palestinese e trasferiti in Danimarca negli anni '80. Nacque ad Aarhus V, un problematico distretto di immigrati della città di Aarhus, la seconda città più grande della Danimarca e il porto principale del paese. Lì Yahya è cresciuto in un ambiente religioso, ma presto ha abbandonato la religione. Fu istituzionalizzato per delinquenza giovanile a Solhaven, una comunità di recupero nella cittadina di Farsø, nel nord della Danimarca. I suoi educatori hanno subito riconosciuto e incoraggiato il suo talento letterario. A 16 anni, Hassan ebbe una relazione con l'educatrice 38enne Louise Østergaard, che portò prima al suo licenziamento e poi al divorzio. Hassan ha frequentato una "Rap Academy" e vari seminari di scrittura creativa.

## Pubblicazioni e recensioni
Nell'estate 2011 Yahya, 16enne e studente alla scuola di scrittura di Brønderslev, ha scritto il racconto Et godt sted at dø (“Un buon posto dove morire”), che insieme ai racconti degli altri studenti è stato pubblicato nel libro "Siamo qui". A quel tempo Yahya, incerto sulle sue capacità, ricevette grandi elogi dall'autore Sanne Munk Jensen, insegnante alla Brønderslev Writers' School e supervisore di Yahya.
Il caso letterario in Danimarca è emerso nel 2013, con il suo primo volume Yahya Hassan pubblicato con la rinomata casa editrice danese Gyldendal.
Lo studioso letterario Tue Andersen Nexø ha descritto le opere più lunghe di Hassan come "quasi simile a Walt Whitman". Il volume fu un best-seller e ricevette numerose recensioni positive.
Le poesie raccontano la sua educazione nel "ghetto" di Aarhus V, con attacchi alla generazione dei suoi genitori e all'Islam. Hassan ricevette per questo forti critiche e minacce di morte da parte dei musulmani fondamentalisti danesi, per questo venne messo sotto protezione della polizia danese.
La biblioteca comunale di Odense fu costretta ad annullare una lettura di suoi scritti a causa della minaccia di attacchi. L’episodio venne affrontato anche nel Folketing, il parlamento danese, sollevando il tema delle minacce islamiste che incidono sulla libertà di espressione in Danimarca.
Nel novembre 2013 Hassan viene aggredito e ferito da un cittadino danese, anche lui di origine palestinese, Isaac Meyer, nato Abdul Basit Abu-Lifa. L’attentatore aveva già subito una precedente condanna a sette anni per un caso di terrorismo nella città di Glostrup del 2005, ma era stato rilasciato in libertà condizionale nel 2010. Per questo nuovo reato Meyer subì una nuova condanna per aggressione.
Nel 2014 la casa editrice tedesca Ullstein ha lanciato una traduzione della sua raccolta di versi in lingua danese, "Yahya Hassan", presentata alla Fiera del libro di Lipsia. La traduzione ha venduto 9 000 copie nella prima settimana. Sempre nel 2014 è stato pubblicato in Italiano da Rizzoli nella traduzione di Bruno Berni.
Nel 2016, la raccolta di poesie "Digte", è stata selezionata per il premio letterario polacco "Gdansk European Poet of Freedom Award". Yahya Hassan non ha vinto il premio, ma la nomination ha portato a una pubblicazione polacca di "Digte" - in polacco "Yahya Hassan: Wiersze" tradotto da Boguslawa Sochanska.
L'8 novembre 2019 è stata pubblicata la raccolta di poesie Yahya Hassan 2, sempre con grande successo di critica. Le sue opere sono state tradotte in 20 lingue.

## Politica
Il 7 aprile 2015 Hassan ha annunciato di essersi unito al nuovo partito politico danese, Nationalpartiet, “Partito Nazionale”, fondato nel 2014 dai tre fratelli danese-pakistani Aamer, Asif e Kashif Ahmad come contro-reazione alla "svolta di destra che diverse parti hanno intrapreso nell'area degli stranieri ". Temi principali dichiarati sono la “politica del valore” (specialmente nel campo degli stranieri) e il "benessere". Nell'ottobre 2018 il partito non raggiunse il quorum, con 1.798 preferenze sulle 20.109 richieste.
Il 9 febbraio 2016 Yahya Hassan venne escluso dal Partito Nazionale a seguito di un arresto per spaccio di droga. Fu così membro del partito per soli 10 mesi.

## Morte
Hassan è stato trovato morto nel suo appartamento ad Aarhus il 29 aprile 2020 all'età di 24 anni. La polizia non crede che la morte sia un atto criminale. Poco prima della sua morte si era riconvertito all'Islam.